# ヤプーズ
ヤプーズ（YAPOOS）は、戸川純を中心として1983年に結成された日本の音楽バンド。もともとは戸川純とヤプーズと名乗っていた。

## 概要
バンド名は沼正三の長編小説『家畜人ヤプー』に由来する。
当時女優として人気を博していた戸川純の参加していたバンド「ゲルニカ」の活動休止にともなうソロ活動をきっかけに結成。当初はゲルニカ活動休止中の1年間限定の活動予定だった。
ゲルニカを休止してソロ活動やヤプーズを始めたのは、戸川の中で何か志向性が固まってきたというわけでも「ゲルニカ」とは異なる音楽性を打ち出したかったというわけでもなく、あくまでゲルニカの他メンバーの都合とレコード会社との契約上の問題（作品リリース契約）によるものだった。まず「ちゃんとしたバンドにしたい」という気持ちが先にあり、バンドのコンセプトはその後で考えた。バンド名を変更したのも、「戸川純とヤプーズ」ではバック・バンド的なニュアンスが強いので、自身も一兵卒のひとりであるバンドにしたかったため。
「ゲルニカ」での戸川がメンバーの伝えたいことを表現する主演女優だとすると、「ヤプーズ」での戸川は歌詞を書いたりバンドのコンセプトを作ったりとバンドを牽引する立場にあり、主演女優でありながら監督を務める部分もある。

## 来歴
1983年、戸川純が参加していたゲルニカの活動休止を受け、その戸川がフロントに座る形で元ハルメンズの泉水敏郎らと結成。
1984年、「戸川純とヤプーズ」名義でライブアルバム『裏玉姫』を発売してデビュー。
1985年から1986年にかけてライブ活動を行う。
1987年よりバンド名を現在の名称に変え、1stアルバム『ヤプーズ計画』と1stシングル「バーバラ・セクサロイド」をリリース。本格的に活動を開始する。
一旦活動を休止するが、1988年にメンバーを変えて活動再開する。
1989年、ヤプーズのサポートとしてP-MODELを凍結中の平沢進が参加。TV番組「夢で逢えたら」のコーナー「バッハスタジオⅡ」に出演し、ダウンタウンとウッチャンナンチャン並びに平沢進らと共にセッションを行った。
1992年、アルバム「DADADA ISM」に平沢進から楽曲「ヴィールス(1992)」、「Y-Dash（コンドルが飛んでくる）」が提供される。
その後、数回のメンバーチェンジを経て、2006年を最後にヤプーズ名義での活動は再び休止状態となる。2000年から2006年の休止までP-MODELの元メンバー、福間創がヤプーズメンバーとして参加していた。
2015年の編成ではヤプーズ名義での活動は無いものの、同メンバーを率いた戸川純ソロ名義のライブは何度も行われており「このメンバーでヤプーズである」という事が明言されていた。
当時発売されていたヤプーズグッズにもメンバーの表記がある。
2019年、メンバーである石塚BERA伯広の呼びかけをきっかけに13年ぶりに再始動。

## メンバー
戸川純
ボーカル担当。結成当初から参加。
中原信雄
ベース、シンセサイザー担当。結成当初から参加。ヤプーズのサウンド・リーダー。
ライオン・メリイ
キーボード担当。1992年から1995年まで参加、2005年に復帰した。
山口慎一
キーボード担当。1999年から参加。キーボードの他、プログラミング、シンセサイザーを担当。2005年までのパート表記は「データ担当」だった。
矢壁アツノブ
ドラムス担当。
ヤマジカズヒデ
ギター担当。2019年から参加。サイケデリック・ロックバンドdipでも活動しており、ヤプーズとの対バン経験もある。
2015年から戸川純のバックバンドとしてギターを担当していた石塚BERA伯広が急逝した際、３日後に控える岡山県でのライブに石塚の代わりに参加。その後、正式メンバーとして加入した。

## 過去に在籍したメンバー
泉水敏郎
ドラムス担当。結成当初から1991年まで参加。
比賀江隆男
ギター、シンセサイザー担当。結成当初から1989年まで参加。
吉川洋一郎
シンセサイザー担当。1985年から1991年まで参加。
小滝満
シンセサイザー担当。1985年から1989年まで参加。
河野裕一
ギター担当。1992年から1995年まで参加。
福間創
データ担当。2000年から2005年まで参加。
デニス・ガン
ギター担当。
戸田誠司
ギター担当。
新井田耕造
ドラムス担当。2005年から参加。
石塚BERA伯広
ギター担当。2015年から参加。2019年2月26日、交通事故により逝去。後任をヤマジカズヒデが担当する事となった。

## 作品

### ベストアルバム
|  | 発売日        | タイトル       | 規格 | 規格品番   | 収録曲 | レーベル                          | 備考 |
|  | ------------- | -------------- | ---- | ---------- | ------ | --------------------------------- | ---- |
|  | 1991年5月21日 | ヤプーズベスト | CD   | TECN-28086 |        | テイチクエンタテインメント/BAIDIS |      |

### 映像作品
|                | 発売日                                                           | タイトル                             | 規格       | 規格品番                       | レーベル | 備考                   |
| -------------- | ---------------------------------------------------------------- | ------------------------------------ | ---------- | ------------------------------ | --- | ---------------------- |
|                | 1986年4月25日                                                    | TOUR-LIVE '85〜'86                   | VHS        |                                | アルファレコード | 戸川純とヤプーズ名義。 |
| LD             | 1986年4月25日                                                    | TOUR-LIVE '85〜'86                   | SM058-3041 |                                | アルファレコード | 戸川純とヤプーズ名義。 |
| 1991年5月21日  | VHS                                                              | TOUR-LIVE '85〜'86                   | ALVA-48    | 東芝EMI/Eastworld              | |                        |
| 1992年9月21日  | LD                                                               | TOUR-LIVE '85〜'86                   | ALLA-48    | 東芝EMI/Eastworld              | |                        |
| 2006年2月22日  | DVD                                                              | TOUR-LIVE '85〜'86                   | MHBL-1065  | ソニー・ミュージックダイレクト | |                        |
|                | 1990年11月21日                                                   | ヤプーズ計画 LIVE&CLIP               | VHS        | TELN-38011                     | テイチクエンタテインメント/Baidis                                                                                      |                        |
| 2002年12月4日  | ヤプーズ計画 LIVE&CLIP+2                                         | DVD                                  | TEBN-35003 | テイチクエンタテインメント     | DVD化のボーナスとして「大天使のように」「バージン・ブルース」の2本の未発売PVを追加収録。                               |                        |
| 2012年10月24日 | ヤプーズ計画 LIVE&CLIP+2                                         | DVD                                  | TEBN-30042 | テイチクエンタテインメント     | |                        |
|                | 1991年10月16日                                                   | ヤプーズ・デ・ラ・クルスの犯罪的人生 | VHS        | TOVF-1129                      | 東芝EMI/Eastworld |                        |
| 2010年12月24日 | ヤプーズ・デ・ラ・クルスの犯罪的人生〜96m巻・2枚重ねミシン目あり | DVD                                  | UNDO-004   | いぬん堂/UNDO RECORDS          | DVD化のボーナスとして当時VIDEO SINGLE DISCでのみ販売されてオリジナル盤には収録されなかった「Men's JUNAN」のP.Vを収録。 |                        |
|                | 1995年11月10日                                                   | HYS NOISE                            | VHS        | COVA-4630                      | 日本コロムビア |                        |
| 2010年12月24日 | DVD                                                              | HYS NOISE                            | UNDO-005   | いぬん堂/UNDO RECORDS          | |                        |